# Kadino
Kadino (en macédonien Кадино) est un village du nord de la Macédoine du Nord, situé dans la municipalité d'Ilinden. Le village comptait 2090 habitants en 2002.

## Démographie
Lors du recensement de 2002, le village comptait :
- Macédoniens : 1 845
- Serbes : 140
- Turcs : 13
- Albanais : 11
- Roms : 11
- Autres : 70